# Powder River
Powder River is een plaats (census-designated place) in de Amerikaanse staat Wyoming, en valt bestuurlijk gezien onder Natrona County.

## Demografie
Bij de volkstelling in 2000 werd het aantal inwoners vastgesteld op 51.

## Geografie
Volgens het United States Census Bureau beslaat de plaats een oppervlakte van 15,4 km², waarvan 15,3 km² land en 0,1 km² water. Powder River ligt op ongeveer 1743 m boven zeeniveau.

## Plaatsen in de nabije omgeving
De onderstaande figuur toont nabijgelegen plaatsen in een straal van 60 km rond Powder River.